# Língua ǂ’amkoe
ǂ’Amkoe, antigamente chamado pelo nome dialetal  'ǂHoan'  (ǂ Hȍã, ǂHûân, ǂHua, ǂHû, ou em ortografia nativa  ǂHȍȁn ), é uma língua Kx'a gravemente ameaçada de extinção de Botsuana. A Amkoe ocidental,  Taa (ou talvez o dialeto Tsaasi de Taa), e a língua Gǀui formam o núcleo da sprachbund da Bacia do Kalahari, e compartilham um número de características, incluindo alguns dos maiores inventários da consantes do mundo. A’Amkoe foi considerada como relacionado aos idiomas de Juu por Honken e por Heine (2010), e em conseqüência foi classificado junto com o língua !kung no grupo do idioma de Kx'a.

## Situação
ǂ’Amkoe é uma língua moribunda seriamente ameaçada. Existem apenas algumas dúzias de falantes nativos, a maioria nascida antes de 1960 (um orador de Sasi nasceu em 1971, um orador do N!Aqriaxe em 1969), muitos dos quais já não falam fluentemente a língua. A primeira língua das gerações mais jovens, e até mesmo dos muitos falantes mais velhos que já não falam bem A'Akoe, são dialeto Gǀui e as línguas Khoe, no caso de N!aqriaxe; Kgalagad, uma língua bantA que é a lingua franca local, no caso de ǂHoan; e o dialeto Ngwato de Tswana, no caso de Sasi.

## Dialetos
ǂ’Amkoe [ǂ̃ˀām̄kòè] é falado em três áreas no sudeste do Botsuana, correspondendo a três dialetos. Pesquisas recentes descobriram os seguintes locais: 
- Nǃaqriaxe [ǃ̃àˁɾīāχè] é falado no oeste do Distrito de Kweneng, nas aldeias de Motokwe, Khekhenye, Tswane] e Dutlwe.
- ǂHoan [ǂʰòã̀] é falado no leste de Kweneng, nas aldeias de Salajwe, Mathibatsela e Shorilatholo.
- Sasi ( [sààsī] ou  [sààsí]) é falado mais a leste, entre o distrito de Kweneng e a fronteira sul-africana, nas aldeias de Dibete, Poloka e algumas aldeias próximas não encontrado em mapas.

Nǃaqriaxe e ǂHoan são os mais próximos, chamados coletivamente de ǂ’Amkoe Ocidental; Sasi é referido como ǂ’Amkoe Oriental.
Existem algumas diferenças fonológicas entre o Nǃaqriaxe falado em torno de Dutlwe e aquele falado em torno de Motokwe e Khekhenye. Sasi é uma "linguagem mutuamente inteligível" com diferenças em fonologia e léxico. Não houve estudos sistemáticos de Sasi, em 2015, Collins estava envolvido no trabalho de campo. As populações do leste e do oeste não tinham conhecimento um do outro, mas, quando reunidas em 1996, conseguiram se comunicar e descobriram as diferenças entre eles.
Eruditos recentes, como Collins, Gruber, Köhler e Güldemann, restringem o nome "ǂHoan" ao dialeto ǂHoan e chamam a língua como um todo de "ǂ’Amkoe", que significa "pessoa" em todos os dialetos. Quase todo o trabalho lingüístico tem sido nos dialetos ǂHoan e Nǃaqriaxe.
ǂHoan passou pelos nomes e grafias  Oriental ǂHoan, ǂHùã, ǂHũa, ǂHṍã, ǂHoang de Dutlwe . Foi especificado como Oriental  Hanan  para distingui-lo do Ocidente ǂHuan, um dialeto da língua Taa não relacionada.ref>Barnard, A. 1992. 'Hunters and herders of southern Africa'. Cambridge University Press.</ref> Sasi passou por "Sàsí, Tshasi, Tshasi de Khutse". 'Tshasi' é um nome Tswana que é mais preciso do que o genérico 'Masarwa'  Bushman '. O desambigurador  de Khutse  é usado para distingui-lo de uma variedade de Taa, também chamada de  Tshase  e  Sase . O nome do terceiro dialeto é nǃàqrīāχè  [ǃ̃àˁɾīāχè] ou àqrīāχè  [ʔàˁɾīāχè] em A’Amkoe.
Todos os falantes de Nǃaqriaxe são bilíngües em Gǀui, com alguns Kgalagadi também. Os falantes de ǂHoan são bilíngues em Kgalagadi, e os falantes de Sasi no dialeto ngwato de Tswana. O idioma do Amkoe mostra evidências de que anteriormente teve contato extensivo com Taa. Sobrepõe-se a isso as características do Gǀui, como a mudança de consoantes alveolares para palatinas, mesmo em ǂHoan, que atualmente não está em contato com Gǀui.

## Escrita
A língua ǂ’Amkoe usa o alfabeto latino numa forma sem as letras F, V, Z, mas a escrita em função da fonologia ǂ’Amkoe ser complexza por apresentar os clique, algo típico das línguas coissãs, usa mais 46 letras com diacríticos e 79 símbolos para os cliques

## Fonologia
ǂ’Amkoe tem clique bilabiais, que são encontrados em apenas dois outros idiomas vivos. Ele tem estado em contato intenso com o dialeto e anteriormente com Taa, e alguns dos sons de Amkoe parecem ter sido emprestados de Gǀui. Por outro lado, o estado moribundo da língua é aparente em sua fonologia, e sons não encontrados em Gǀui parecem ter sido perdidos por muitos dos falantes restantes. 

### Vogais
As vogais do Nǃaqriaxe são  / i e a o u /. Os vogais anteriores,  / i e /, são muito parecidas no espaço formante, como são ainda mais as posteriores,  / o u /, mas pares mínimos os distinguem. Vogais podem ser nasalizadas, faringealizadas (escritas com ⟨ q⟩ final na ortografia prática), ou glotalizadas. Gerlach (2015) trata longas vogais como sequências, nas quais as vogais nasalizadas,  / ĩ ã ũ /, ocorrem fonemicamente apenas como V2, enquanto as vogais faríngealizadas e glotalizadas, {{IPA | / aˁ oˁ /} } e  / aˀ oˀ uˀ / (e, em palavra de empréstimo,  / iˀ /) ocorrem apenas como V1. Um vogal em V1 será foneticamente nasalizado se V2 for nasal, embora combinações de vogais glotalizadas ou faringealizadas mais nasalizadas que não sejam comuns. Alguns falantes glotalizam vogais faríngeais, mas inconsistentemente, e não parece ser distintivo. Voz [Breathy | Breathy]] vogais ocorrem depois de consoantes aspiradas e com alguns falantes nos extremos dos enunciados. Nenhum dos casos é fonêmico. Eles também podem ocorrer em algumas palavras com tom baixo. Nem todas as palavras com tom baixo são atestadas com vogais ofegantes, mas a característica não parece ser distinta (não há pares mínimos), e assim Gerlach (2015) não trata as vogais ofegantes como fonêmicas.  / o / é um ditongo  [oa] antes do  / m / final (isto é, em palavras da forma  Com ), mas carrega apenas um único tom e, portanto, é analisado como um alofone de uma única vogal  / o /. Essa ditongação ocorre em todos os três dialetos, e também no Gǀui, que provavelmente obteve de A’Amkoe.
Honken (2013), baseado em Gruber (1973), diz que as qualidades ǂHȍã, também  / aeiou /, podem ser modem modais ou respiradas, laringealizados ou faringealizados e que todos possam ser nasalizados.
Em palavras da forma CVV, as sequências vogais atestadas (considerando apenas a qualidade vogal) são aa, ee, ii, o, uu, ai, ui, e, oa, ua. Basicamente, um vogal é normalmente / a / ou / o /; um / o / se torna / u / antes de um vogal alto dois (como / i /), enquanto um / a / se torna / e / ou / i / consoante é dental / palatal ou se vogal dois é alto. Esses padrões podem ser uma influência de G|ui (Honken 2013).

### Tons
Tons são difíceis de analisar em Akkoe, devido ao efeito de confusão de fonações de consoantes e vogais. Gerlach (2015) analisa Nǃaqriaxe como tendo três tons fonêmicos: baixo, médio e alto. As palavras CVV, CVN e CVCV têm dois tons, mas apenas seis combinações são encontradas: uma palavra pode ter um tom nivelado ou subir ou descer entre tons adjacentes, mas * baixo> alto e * alto> baixo não são atestados, e apenas o tom de queda é médio> baixo. Todos os tons de palavras terminam num componente de queda fonética nos dados de Gerlach, talvez um efeito da prosódia final do enunciado. O sistema é muito semelhante ao de Gǀui, a análise de Gerlach foi baseada em dados de um único falante que fala mais Gǀui do que Amkoe e que não usa consoantes Akkoe consoantes não encontrados em Gǀui, portanto não está claro que os resultados sejam representativos de Ammoe como um todo.
Os tons analisados como ascendendo fonêmicamente são foneticamente caindo-subindo. As consoantes sonoras e aspiradas são [tom depressor], com tom alto ao nível do meio após um tenuis ou consoante glótico, e médio ao nível de baixo. (Entretanto, o ponto final do tom mediano baixo não muda, e assim efetivamente se torna baixo> alto.) As consoantes aspiradas (e especialmente os cliques aspirados com atraso) têm um efeito depressivo adicional no início do tom, de modo que eles são foneticamente ampliada; o contorno, no entanto, é um aumento acentuado no início, em vez da descida lenta com um aumento acentuado no final dos tons de aumento fonêmico.
Collins (2012) descreve seis tons de palavras para o dialeto ǂHȍã: extra alto, alto> médio (nível alto), médio> baixo (nível médio), alto> baixo, baixo> médio e baixo nível. Os tons extra altos ocorrem principalmente em altas vogais  / i u /, que têm um efeito de elevação de tonicidade alofônica, cujo baixo nível ocorre após as consoantes sonoras, que têm um efeito de tom depressor. Dado que Collins não controlou as consoantes iniciais em sua análise, sua descrição é consistente com a de Gerlach para o dialeto de Naïriaxe.

### Consoantes
Gerlach (2012) relata inventários diferentes de consoantes para diferentes falantes do dialeto N'Aqriaxe: Um menor, semelhante ao da língua Gui] vizinha e a relatos anteriores, é usado pela maioria dos falantes, incluindo aqueles que falam mais do que de Amkoe. Acredita-se que um inventário maior seja mais conservador, com as consoantes pré-expressas relacionadas à língua Ju relacionadas e, portanto, talvez remontando ao proto-Kx'a, mas perdidas sob a influência do G|ui à medida que a língua se tornou moribunda. (Essas consoantes adicionais estão sombreadas na tabela abaixo). Similares consoantes são encontradas na vizinha língua Taa; não está claro se eles datam do proto-Tuu, e talvez de uma era anterior de contato, ou se Taa poderia tê-los tirado de A’Amkoe.
As consoantes egressivas encontradas na posição inicial (C1) em palavras lexicais são as seguintes. Aqueles entre parênteses são encontrados apenas em palavras de empréstimo. Aqueles com um fundo sombreado são usados apenas por falantes Gerlach (2015) acredita que são conservadores:
|                    | labial   | alveolar | alveolar | post-alveolar | palatal   | velar     | uvular    | glotal        |
| ------------------ | -------- | -------- | -------- | ------------- | --------- | --------- | --------- | ------------- |
| nasal              | (m)      | (n)      |          |               | ɲ (rara)  |           |           |               |
| sonora             | b (rare) | (d)      | dz       | dʒ            | ɟ         | ɡ         | ᶰɢ (rare) |               |
| tenuis             | (p)      | (t)      | ts       | tʃ            | c         | k         | q         | ʔ (epentica?) |
| aspirada tenuis    | (pʰ)     | (tʰ)     | tsʰ      | tʃʰ           | cʰ        | kʰ        | qʰ        |               |
| aspirada sonora    |          |          | dzʰ      |               |           |           |           |               |
| ejetiva tenuis     |          |          | tsʼ      | tʃʼ           | cʼ (rare) | kʼ (rare) | qχʼ       |               |
| ejativa sonora     |          |          | dzʼ      |               |           | ɡʼ        | ɢʁʼ       |               |
| uvularizada        |          |          | (tsχ)?   | (tʃχ)?        | (cχ)?     |           |           |               |
| uvularizada        |          |          | tsqχʼ    | tʃqχʼ         | cqχʼ      |           |           |               |
| uvularizada sonora |          |          | dzqχʼ    |               |           |           |           |               |
| fricativa          |          |          | s        |               |           |           | (χ)?      | (h)           |
| aproximante        | (w)      | (ɾ) (l)  | (ɾ) (l)  |               |           |           |           |               |

As consoantes sombreadas têm uma tomada forte e uma liberação tenuis,  [dsʰ, ds ', ɡk', ɢχʼ, dsqχʼ]. Gerlach (2015) analisa a mudança de vocalização como sendo um detalhe fonético devido à natureza da liberação, em vez de ser prevenida de maneira fonêmica. As pós-alveolares ( / tʃ / etc.) são combinadas com os aficadas alveolares ( / ts / etc.) no dialeto N!Aqriaxe. Eles são provavelmente uma antiga distinção que tem sido prejudicada em N'Aqriaxe. Onde eles ocorrem,  podem ser alveolo-palatais ( [tɕ], etc.), dependendo do locutor e da localização.  / χ, tsχ, cχ / parecem ser encontradom apenas em empréstimos do Gǀui. Sasi tem  / qʼ / ao invés de  / qχʼ / de ǂHoan e N! Aqriaxe, embora Sasi  / qʼ / seja algumas vezes ligeiramente afetado. (O mesmo padrão vale para os cliques de contorno Sasi com  / qʼ /.) Um contraste  / qʼ / foi relatado por Gruber (1975) a partir de uma palavra ou duas no dialeto ǂHoan, mas poderia não ser confirmado em N! aqriaxe, e a comparação entre linguistas leva a crer que  / qʼ / e  / qχʼ / são a mesma consoante.
 / dz / aparece frequentemente como uma fricativa ( [z] ou mais posterior).  / c / e  / ɟ / têm uma versão ligeiramente fricada,  [c  ç </ sup>] ou  [k < sup> ç </ sup>] etc., e aspirado  / cʰ / é distinguido principalmente na fricação sendo maior que para  / c /.  / q / ( [qᵡ]) é semelhante e  [qχʼ] pode ser melhor analisado como  / qʼ /. Às vezes é pronunciado como uma lateral  / q Predefinição:PUA ̠ʼ /, embora não tão comumente quanto em Gǀui.  / k / não é encontrado em muitas palavras lexicais além dos empréstimos, mas ocorre em algumas palavras gramaticais altamente frequentes.  / χ / é raro e pode estar restrito a empréstimos (isso ainda não está claro). A parada glotal  [ʔ] poderia ser considerada epentética em um roteiro sem contexto, em vez de fonêmica.
Os Consoantes encontradas na posição palavra-medial (C2) são  / b / (geralmente  [β]),  / m, n, ɾ /; o status fonêmico da  [w] medial em uma palavra não é claro.  / ŋ / é raro, encontra-se na forma final da palavra em alguns empréstimos. Uma consoante adicional,  / j /, é encontrada como o primeiro consoante de alguns marcadores gramaticais.
A série palatal mais desenvolvida no dialeto ǂHȍã, deriva historicamente das consoantes dentais. Essa parece ser uma influência regional do Gǀui, onde também aconteceu em alguns dialetos mais do que em outros. Entre os dialetos de A'Akoe, não houve palatalização em Sisa ( / ndt tʰ tχ tqχʼ /), a palatalização da maioria das consoantes alveolares em Nǃaqriaxe ( / ɲ ɟ c c ʰ cʼ tχ tqχʼ / ), e palatalização completa em ǂHoan ( / ɲ ɟ c c c c c cχ cqχ '/). A mudança de  / n /> / ɲ / só ocorreu em palavras lexicais; em palavras gramaticais, apenas  / n / é encontrado.
/ h / é frequentemente uma voz {murmurada)  [ɦ], e foi descrita como sendo "absorvida" na seguinte vogal.

### Cliques
Como as línguas Tuu, com as quais foi previamente classificada, Amkoe tem cinco "tipos" de cliques: bilabial, dental, alveolar, palatal e alveolar lateral. Existem 14 a 19 "acompanhamentos" (combinações de formas, fonação e contorno), dependendo do locutor. Tal como acontece com os não cliques, a diferença está em saber se o falante retém os cliques pré-sonoros, como os encontrados nos idiomas Ju e Taa. O resultado é 68 a 77 cliques em consoantes. Teoricamente, os números podem ser 70 e 95, pois vários cliques mostrados aqui não foram resolvidos em Gerlach 2012, mas desde então provaram ser lacunas acidentais, e algumas ou todas as lacunas abaixo são prováveis de serem acidentais também Isso é especialmente assim, considerando que os cliques pré-expressos são atestados de apenas um único falante, para quem dados extensos não estão disponíveis, e que a série com aspiração tardia não foi reportada de ǂHoan. Gerlach (2015) encontra o seguinte inventário, considerando os dialetos N! aqriaxe e ǂHoan: 
| Modo e fonação                                    | cliques 'Ruidosos' | cliques 'Ruidosos' | cliques 'Ruidosos' | cliques 'Agudos' | cliques 'Agudos' |
| ------------------------------------------------- | ------------------ | ------------------ | ------------------ | ---------------- | ---------------- |
| Modo e fonação                                    | Bilabial           | Dental             | Alveolar lateral   | Post-alveolar    | Palatal          |
| Nasal sonoro                                      | ᵑʘ                 | ᵑǀ                 | ᵑǁ                 | ᵑǃ               | ᵑǂ               |
| Pré-glotalizado nasal                             | ˀᵑʘ                | ˀᵑǀ                | ˀᵑǁ                | ˀᵑǃ              | ˀᵑǂ              |
| Oral sonoro                                       | ᶢʘ                 | ᶢǀ                 | ᶢǁ                 | ᶢǃ               | ᶢǂ               |
| Oral tenuis                                       | ʘ                  | ǀ                  | ǁ                  | ǃ                | ǂ                |
| Oral aspiradol                                    | ʘʰ                 | ǀʰ                 | ǁʰ                 | ǃʰ               | ǂʰ               |
| Oral aspirado sonoro                              |                    | ᶢǀʰ                | ᶢǁʰ                |                  |                  |
| Ejetivo glotalizado                               | ʘʼ                 | ǀʼ                 | ǁʼ                 | ǃʼ               | ǂʼ               |
| Ejetivo sonoro                                    | ᶢʘʼ                | ᶢǀʼ                |                    | ᶢǃʼ              |                  |
| Glotalizado (pré-nasalizado entre vogais)         | ᵑʘʔ                | ᵑǀʔ                | ᵑǁʔ                | ᵑǃʔ              | ᵑǂʔ              |
| Aspiração retardada (pré-nasalizado entre vogais) |                    |                    | ᵑǁh                | ᵑǃh              | ᵑǂh              |
| Clique de contorno - Uvulares                     |                    |                    |                    |                  |                  |
| Tenuis                                            | ʘq                 | ǀq                 | ǁq                 | ǃq               | ǂq               |
| Sonoro (esporadicamente pré-nasalizado)           | ᶰᶢʘq               | ᶰᶢǀq               | ᶰᶢǁq               | ᶰᶢǃq             | ᶰᶢǂq             |
| Aspirado                                          | ʘqʰ                | ǀqʰ                | ǁqʰ                | ǃqʰ              | ǂqʰ              |
| Aspirado sonoro                                   |                    | ᶢǀqʰ               |                    |                  |                  |
| Ejetivo                                           | ʘqʼ                | ǀqʼ                | ǁqʼ                | ǃqʼ              | ǂqʼ              |
| Ejetivo sonoro                                    |                    | ᶢǀqʼ               | ᶢǁqʼ               |                  |                  |
| Africado                                          | (ʘχ)?              | (ǀχ)?              | (ǁχ)?              | (ǃχ)?            | (ǂχ)?            |
| Africado ejetivo                                  | ʘqχʼ               | ǀqχʼ               | ǁqχʼ               | ǃqχʼ             | ǂqχʼ             |
| Ejetivo africado sonoro                           | ᶢʘqχʼ              |                    | ᶢǁqχʼ              |                  | ᶢǂqχʼ            |

A distinção incomum entre cliques glotalizados e ejetivos é similar àquela encontrada em  Gǀui. Um conjunto quase mínimo é  ǁʼòò 'morno',  ᵑǁʔōō 'difícil',  ǁqʼòò 'feder'. Não foi relatado em ǂHoan, mas é provável que isso tenha sido um descuido. Os cliques ejetivos não são prenasalizados entre vogais, enquanto os cliques glotalizados e os cliques com aspiração atrasada são. A sonoridade dos cliques uvulares expressos é variável. Eles são esporadicamente pré-nasalizados, mesmo na posição inicial, o que muitos pesquisadores acreditam ser devido à dificuldade de manter a vocalização.
Assim como  / χ / etc. acima, o clique simples africado  / ʘχ, ǀχ, ǁχ, ǃχ, ǂχ / parece ser encontrado apenas em empréstimos Gǀui.
Com os cliques aspirados tenuis, a vocalização começa por meio da aspiração,  [ǃʰʱ], portanto o tempo de início da voz não é tão longo quanto o dos cliques com a glote. Com os cliques aspirados mais expressos, a aspiração é geralmente expressa como um todo, mas a voz diminui durante o controle do clique, e a liberação em si não é sonora, ao contrário da liberação de cliques com vozes modais. (esses são melhor descritos como cliques aspirados pré-sonoros.) Para os cliques com aspiração tardia, a aspiração é bastante longa, começando fraca e aumentando de intensidade com o tempo (diferente da aspiração dos cliques aspirados simples, que começa forte e diminui em intensidade). Quando o clique está em posição inicial da fala, não há vocalização na espera ou na aspiração. No entanto, quando o clique ocorre após um vogal, ele é nasal durante todo o período de espera, terminando pouco antes da liberação, mas com manifestações contínuas durante o lançamento e durante toda a aspiração:  [! ˭ʰ] vs  [ŋ͡nǃ̬ʱʱ]. Os cliques pré-glotalizados têm um atraso vocal muito mais curto (VOT negativo) do que os cliques nasais simples, às vezes quase inaudíveis.

### Fonotáticas
Uma palavra lexical é tipicamente das formas CVV (69% no dialeto Nǃaqriaxe), CVN (8%) ou CVCV (22%, geralmente empréstimos de Gǀui), com duas unidades portadoras de tom. (Apenas 1% das palavras são CVCVCV, CVVCV, CVVVCV e outros padrões complexos.) O N só pode ser  / m / em palavras nativas, embora  / n / final ocorra em empréstimos. Gerlach (2015) acredita que os padrões de CVV e CVN derivam historicamente de *CVCV através da perda de C2 (como um  / l / em línguas relacionadas) ou V2 em todos os casos, não apenas aqueles que podem ser mostrando.
Em palavras lexicais, a maioria das consoantes ocorre na posição C1, mas somente  / b m n r / ocorre na posição C2.  / ɾ / pode ser percebido como  [d] ou  [l], e  / b / pode ser percebido como  [β]. (Algumas palavras têm uma consoante de terceira posição, CVCVCV ou CVVCV. Elas incluem  / b m r l k q ts s / e podem ser sufixos fossilizados.)  / w /? ocorre como C2 em uma palavra,  / kawa / 'bolsa', mas sua análise é incerta - a palavra pode ser  / kaua /, com uma estrutura CVVV e talvez um empréstimo.  / m n ɾ / não ocorre na posição C1, exceto em termos de empréstimo. O  / ɾ / inicial pode ser um trinado  [r] quando é uma vibrante no idioma de origem.  / b / ocorre como C1 em apenas algumas palavras nativas,  / ɲ / (apenas C1) é raro e  / ŋ / somente é encontrado em empréstimos.  / j / não ocorre em palavras lexicais, exceto por alguns falantes como a perecepção de  / ɲ /.
Em palavra gramaticais, a forma da palavra é geralmente CV, às vezes CVV (geralmente encurtando para CV em fala rápida), ou, em dois casos, N (ambos  / m / e  / n /). As consoantes atestadas em palavras gramaticais são  / ʔ j w m n k q s h ᵑǀ ᵑǃ ˀᵑǁ ǀʰ ǁ /. Destes,  / jw m n / não ocorre como C1 em palavras lexicais, enquanto  / k / são raras. Assim, há uma forte tendência de algumas consoantes marcarem o início de uma palavra lexical e outras para iniciarem palavras gramaticais. (Embora  / w / possa ser percebido como  [β] e possa ser fonemicamente  / b /. Em palavras gramaticais, os cliques são encontrados principalmente em CVV e Sílabas CVq (faringealizadas), embora haja um sufixo plural  - / ᵑǀe /. O  / h / às vezes é faringealizado para  [ħ] em sufixos. Pelo menos  / χ, l, k, s, c / ocorre como C2 em palavras de empréstimo.

## Gramática
ǂHõã é uma língua SVO (Sujeito-Verbo-Objeto) (conf. Collins 2001, 2002, 2003). A ordem de palavras SVO ǂHõã  em é típica nas línguas das famílias Kx'a e Tuu language families. ǂHõã usa post-posições para relações locativas (Collins 2001) e o possessor precede o substantivo principal,.